# Aspidolea kuntzeni
Aspidolea kuntzeni är en skalbaggsart som beskrevs av Höhne 1922. Aspidolea kuntzeni ingår i släktet Aspidolea och familjen Dynastidae. Inga underarter finns listade.